# 平井一夫
平井 一夫（ひらい かずお、1960年〈昭和35年〉12月22日 - ）は、日本の実業家。ソニーグループ株式会社シニアアドバイザー、一般社団法人プロジェクト希望代表理事。東京都杉並区出身。学位は教養学士（国際基督教大学・1984年）。

## 来歴
1960年12月22日、銀行員の父親の長男として東京都杉並区で生まれる。1967年に日本の小学校に入学するが、父親の海外赴任に伴い1学期終了後にアメリカ・ニューヨークに転居。1971年、小学五年生のときに帰国。1973年にカナダ・トロントに転居。1975年に帰国し、東京都調布市のアメリカンスクール・イン・ジャパンに入学。1977年にアメリカ・サンフランシスコのシリコンバレーに転居。1978年に親戚宅に単身で帰国し、アメリカンスクール・イン・ジャパンに復学。1979年に国際基督教大学教養学部社会科学科に入学。大学時代は「国際法研究会」に参加した。
1984年に大学を卒業。CBS・ソニーに入社し、洋楽部門に配属される。1994年にソニー・ミュージックエンタテインメントのニューヨークオフィスに出向。1995年、丸山茂雄に頼まれソニー・コンピュータエンタテインメントアメリカ（現・ソニー・インタラクティブエンタテインメントアメリカ）にてPlayStationの北米発売業務に参加。1996年にソニー・コンピュータエンタテインメントアメリカ・エグゼクティブ・バイス・プレジデントに就任、1999年に社長に就任。
2000年にソニー・ミュージックエンタテインメント（初代法人）からソニー・コンピュータエンタテインメントアメリカに完全移籍。その後、久夛良木健からの要請とハワード・ストリンガーからの後押しもあり、2006年にソニー・コンピュータエンタテインメント代表取締役社長に就任。
2009年からはソニー（現・ソニーグループ）執行役 エグゼクティブ・バイス・プレジデントを兼任する形となり、ネットワークプロダクツ&サービスグループ担当としてソニーグループ全体のネットワーク商品事業を統括する。2011年に代表執行役副社長に就任、ネットワークプロダクツ&サービスグループ担当としてネットワーク関連を含め家電事業全般を統括する。2012年にはハワード・ストリンガーの後任として代表執行役社長兼CEOに就任した。
2018年に代表執行役社長兼CEOを退任し、会長に就任。2019年に会長を退任し、シニアアドバイザーとなる。
2021年に、一般社団法人プロジェクト希望を設立し、代表理事に就任。

## 人物
北米での居住歴が長かったため、流暢な英語を話す。E3などの場では英語でプレゼンテーションしていたソニー・コンピュータエンタテインメントアメリカ（現・ソニー・インタラクティブエンタテインメントアメリカ）在籍時の印象を強く持たれていたことから、記者に「日本語も話せるんですね」と言われ苦笑した事があったという。
幼少期から海外と日本を往復する生活をしており、その反動からか「日本の大学に行き、日本の会社に行き、日本人として歩みたい」との思いを抱いていており、高校1年生のときに国際基督教大学 (ICU) への進学を決意。高校3年生のときに日本の親戚宅に単身で帰国し、アメリカンスクール・イン・ジャパンへの復学を経て国際基督教大学に進学した。
ジョン・カビラとはアメリカンスクール・イン・ジャパン時代からの友人。年齢はカビラが2つ上だが、音楽という共通の趣味で自然と一緒に行動していた。大学も新卒ではじめて入社した会社（CBS・ソニー）も同じである。
久夛良木健が「PS3はゲーム機ではない」と述べたのに対し、平井はゲーム機だと明言。後に「ノンゲームにも注力する」としている。また、久夛良木が世界各地の支社に自ら指示していたのに対し、平井は各自の独立性を高める方向性を打ち出している。
ハワード・ストリンガーは、平井のソニー・コンピュータエンタテインメント（SCE; 現・ソニー・インタラクティブエンタテインメント (SIE)）CEO就任時に「北米での経験と手腕を活かし、SCEをさらに発展させ、新たな次元へと導くと確信する」と述べた。副社長昇格時から次期社長の最有力候補の一人と目され、2011年4月のPlayStation Network個人情報流出事件の影響が指摘されたものの、2012年4月1日より代表執行役社長兼CEOに就任した。
世界各国では「Kaz」の通称がある。PlayStationの父と呼ばれる久夛良木健の後任だけに、比較されることが多い。ゲームをするのは1週間に4, 5時間である。
また、日本国内では「リッジ平井」の愛称がある。これは、2006年に行われたE3でのPSP発表時に、同時発売であったリッジレーサーを実演しながら「リィーッジレーサー！」とシャウトしてアピールしたことによる。本人も認知しており、自著にて取り上げている。
ソニービルの閉館イベント「It's a Sony展」では、中学生の時にスカイセンサーでBCLの受信に熱中していたことを明かした。また自転車・カメラ・鉄道模型・ラジコンと多趣味で、カメラは自社製品「α」の他に、ニコンを愛用している。
2009年度の平井の執行役時代の役員報酬は1億5100万円。社長就任後の2013年の役員報酬はフリンジ・ベネフィット含め2億0180万円、2014年の役員報酬は3億5920万円、フリンジ・ベネフィット他で1100万円であった。

## 履歴

### 学歴・職歴
- 1979年（昭和54年） - アメリカンスクール・イン・ジャパン卒業。
- 1984年（昭和59年）3月 - 国際基督教大学教養学部社会科学科卒業[5]。
- 1984年（昭和59年）4月 - 株式会社シービーエス・ソニー入社[22]。
- 1994年（平成6年） - ソニー・ミュージックエンタテインメント・インク出向 ニューヨークオフィス所属[3]。
- 1995年（平成7年）8月 - ソニー・コンピュータエンタテインメントアメリカ・インク（現・ソニー・インタラクティブエンタテインメントアメリカLLC）出向[5]。
- 1996年（平成8年）7月 - ソニー・コンピュータエンタテインメントアメリカ・インク（現・ソニー・インタラクティブエンタテインメントアメリカLLC）エグゼクティブ・バイス・プレジデント兼COO[22]。
- 1997年（平成9年）10月 - 株式会社ソニー・コンピュータエンタテインメント（現・株式会社ソニー・インタラクティブエンタテインメント）執行役員[23]。
- 1999年（平成11年）4月 - ソニー・コンピュータエンタテインメントアメリカ・インク（現・ソニー・インタラクティブエンタテインメントアメリカLLC）社長兼COO[22]。
- 2003年（平成15年）4月 - 株式会社ソニー・コンピュータエンタテインメント（現・株式会社ソニー・インタラクティブエンタテインメント）コーポレート・エグゼクティブ兼COO[24]。
- 2003年（平成15年）8月 - ソニー・コンピュータエンタテインメントアメリカ・インク（現・ソニー・インタラクティブエンタテインメントアメリカLLC）社長兼CEO[22]。
- 2004年（平成16年）4月 - 株式会社ソニー・コンピュータエンタテインメント（現・株式会社ソニー・インタラクティブエンタテインメント）コーポレート・エグゼクティブ[25]。
- 2006年（平成18年）7月 - 株式会社ソニー・コンピュータエンタテインメント（現・株式会社ソニー・インタラクティブエンタテインメント）コーポレート・エグゼクティブ グループEVP[26]。
- 2006年（平成18年）12月 - ソニー株式会社（現・ソニーグループ株式会社）グループ・エグゼクティブ[27]。
- 2006年（平成18年）12月 - 株式会社ソニー・コンピュータエンタテインメント（現・株式会社ソニー・インタラクティブエンタテインメント）代表取締役社長兼グループCOO[28]。
- 2006年（平成18年）12月 - ソニー・コンピュータエンタテインメントアメリカ・インク（現・ソニー・インタラクティブエンタテインメントアメリカLLC）会長[22]。
- 2007年（平成19年）6月 - 株式会社ソニー・コンピュータエンタテインメント（現・株式会社ソニー・インタラクティブエンタテインメント）代表取締役社長兼グループCEO[29]。
- 2007年（平成19年）6月 - ソニー株式会社（現・ソニーグループ株式会社）グループ役員[30]。
- 2007年（平成19年）7月 - 社団法人日本経済団体連合会（現・一般社団法人日本経済団体連合会）理事。
- 2008年（平成20年）3月 - 株式会社ソニー・コンピュータエンタテインメント（現・株式会社ソニー・インタラクティブエンタテインメント）代表取締役社長兼グループCEO兼SCEワールドワイド・スタジオプレジデント[31]。
- 2008年（平成20年）5月 - 株式会社ソニー・コンピュータエンタテインメント（現・株式会社ソニー・インタラクティブエンタテインメント）代表取締役社長兼グループCEO[32]。
- 2009年（平成21年）4月 - ソニー株式会社（現・ソニーグループ株式会社）執行役 エグゼクティブ・バイス・プレジデント ネットワークプロダクツ&サービス（英語版）グループ担当[33]。
- 2009年（平成21年）5月 - ソニーマーケティング株式会社非常勤取締役[34]。
- 2011年（平成23年）4月 - ソニー株式会社（現・ソニーグループ株式会社）代表執行役副社長 コンスーマープロダクツ&サービス（英語版）グループ担当[35]。
- 2011年（平成23年）9月 - 株式会社ソニー・コンピュータエンタテインメント（現・株式会社ソニー・インタラクティブエンタテインメント）代表取締役会長[36]。
- 2012年（平成24年）4月 - ソニー株式会社（現・ソニーグループ株式会社）代表執行役社長兼CEO[37]。
- 2012年（平成24年）6月 - 株式会社ソニー・コンピュータエンタテインメント（現・株式会社ソニー・インタラクティブエンタテインメント）非常勤取締役[38]。
- 2012年（平成24年）6月 - ソニー株式会社（現・ソニーグループ株式会社）取締役兼代表執行役社長兼CEO[39]。
- 2013年（平成25年）5月 - 一般社団法人次世代放送推進フォーラム設立 副理事長[40][41]。
- 2013年（平成25年）5月 - 一般社団法人電子情報技術産業協会副会長。
- 2014年（平成26年）6月 - 株式会社ソニー・ミュージックエンタテインメント非常勤取締役[42]。
- 2014年（平成26年）11月 - 総務省 2020年に向けた社会全体のICT化推進に関する懇談会構成員[43][44]。
- 2015年（平成27年）1月 - ソニーモバイルコミュニケーションズ株式会社（現・ソニー株式会社）非常勤取締役[45]。
- 2016年（平成28年）4月 - ソニー・インタラクティブエンタテインメントLLC設立 非常勤取締役[46]。
- 2016年（平成28年）6月 - 一般社団法人日本経済団体連合会 南アジア地域委員会委員長。
- 2018年（平成30年）4月 - ソニー株式会社（現・ソニーグループ株式会社）取締役会長[47]。
- 2019年（令和元年）6月 - ソニー株式会社（現・ソニーグループ株式会社）シニアアドバイザー（現任）[48]。
- 2021年（令和3年）4月 - 一般社団法人プロジェクト希望設立 代表理事（現任）[49]。

### 受賞・栄誉
- 2015年（平成27年） - 第66回テクノロジー&エンジニアリング・エミー賞特別功労賞（全米テレビ芸術科学アカデミー）。

## 現職
- ソニーグループ株式会社シニアアドバイザー
- 一般社団法人プロジェクト希望代表理事
- 一般財団法人渡辺記念育成財団評議員[50]
- 公益財団法人石橋財団評議員[51]

## 出演

### テレビ
- Nスタ（2012年4月20日、TBSテレビ）[52]
- ワールドビジネスサテライト（2012年4月20日・2016年4月11日、テレビ東京）[53][54]
- 報道ステーション SUNDAY（2012年4月22日、テレビ朝日）[55]
- Mr.サンデー（2012年4月22日、フジテレビジョン）[56]
- 最後の講義「経営者・元ソニー社長 平井一夫」（2025年4月30日、NHK）[57]

## 著作
- 『ソニー再生 変革を成し遂げた「異端のリーダーシップ」』日本経済新聞出版、2021年7月14日。ISBN 9784532324124。